# 霍尼海崖
80°9′S 159°40′E / 80.150°S 159.667°E
霍尼海崖（英語：Horney Bluff）是南極洲的海崖，位於奧次地，長30公里，流經德冰川北岸，從梅里克冰川一直沿伯德冰川北岸延伸至克爾角，現時由南極條約體系管理。